# BBC Radio Jersey
BBC Radio Jersey (potocznie znane jako BBC Jersey) – brytyjska stacja radiowa należąca do publicznego nadawcy radiowo-telewizyjnego BBC i pełniąca w jego sieci rolę stacji lokalnej dla dependencji Jersey. Działa od 15 marca 1982 roku. Obecnie stacja dostępna jest na Jersey w analogowym przekazie naziemnym na falach krótkich i średnich, a także w Internecie.
Stacja produkuje swoje audycje w ośrodku BBC w Saint Helier. Oprócz audycji własnych stacja transmituje również programy siostrzanych stacji BBC Radio Bristol, BBC Radio Devon oraz BBC Radio Cornwall, a także nocne i wczesnoporanne audycje ogólnokrajowej stacji BBC Radio 5 Live.